# Rubus mindanaensis
Rubus mindanaensis es una especie de planta del género Rubus, perteneciente a la familia Rosaceae.

## Taxonomía
Rubus mindanaensis fue descrita por Wilhelm Olbers Focke en 1917.

## Distribución
Se encuentra en el territorio de Mindanao.